# Cyriopagopus schioedtei
Omothymus schioedtei är en spindelart som först beskrevs av Tord Tamerlan Teodor Thorell 1891.  Omothymus schioedtei ingår i släktet Omothymus och familjen fågelspindlar. Inga underarter finns listade i Catalogue of Life.